# Hearst Tower
Hearst Tower je mrakodrap v newyorské čtvrti Manhattan. Má 42 podlaží a výšku 182 metrů. Výstavba probíhala v letech 2003–2006 podle návrhu firmy Foster and Partners. Budova byla postavena na místě bývalé šestipatrové budovy Hearst Magazine Building, ze které je zachováno pouze obvodové zdivo. Díky trojúhelníkové ocelové konstrukci (tzv. systém Diagrid) bylo ušetřeno 21 % oceli, než kdyby byla budova stavěna klasickým způsobem. Z 90 % byla použita recyklovaná ocel. Jeden trojúhelník má výšku 16,5 m, která odpovídá 4 podlažím této budovy.